# Баковецька Ольга Олександрівна
Баковецька Ольга Олександрівна (нар. 7 серпня 1975, м. Миколаїв) — кандидат історичних наук (2005 р.), доцент (2011 р.), доктор історичних наук (2016 р.).

## Біографія
Навчалась на історичному факультеті Миколаївського державного педагогічного інституту, отримала диплом з відзнакою зі спеціальності «Всесвітня історія та основи правознавства» (1992—1998 рр.).
1998—2002 рр. — аспірантура Одеського державного університету імені І. І. Мечникова. Вересень 2005 р. — захист кандидатської дисертації «Проблеми культурного життя Півдня України за матеріалами місцевих періодичних видань (90-ті роки ХХ століття)».
З 1999 по 2000 рр. — архівіст ІІ категорії відділу НАФ та діловодства Державного архіву Миколаївської області. 2000 р. — викладач Миколаївського державного вищого училища культури [Архівовано 17 січня 2020 у Wayback Machine.]. З 2006 року доцент кафедри історії України МДУ імені В. О. Сухомлинського. У січні 2011 р. рішенням Атестаційної колегії присвоєно вчене звання доцента кафедри історії України. 2011—2014 рр. — докторантура МНУ імені В. О. Сухомлинського. Докторську дисертацію «Римо-католицька церква в Україні кінця XVIII-ХІХ століть: вплив на суспільно-політичний розвиток» захистила у березні 2016 р. (Спеціалізована вчена рада Д 17.051.01 Запорізького національного університету [Архівовано 25 травня 2017 у Wayback Machine.]). Науковий консультант — керівник ННІ історії, політології та права, доктор історичних наук, професор Микола Шитюк.
Сфери наукових інтересів: культурний розвиток українського суспільства, стан освіти в Миколаївській області, історія розвитку україно — польських відносин, римо-католицька церква України кінець XVIII-ХІХ століть, історія католицької громади Миколаївщини. Автор близько 80 наукових праць, в тому числі чотирьох монографій (трьох — колективних).

## Основні праці
- Національна книга пам'яті жертв голодомору 1932—1933 років в Україні. Миколаївська область. — Миколаїв: Вид-во «Шамрай», 2008. — 864 с. (у співавторстві М. М. Шитюком (керівник авторського колективу), В. П. Шкварцем, А. М. Бахтіним, Є. Г. Горбуровим, В. Ф. Кондрашовим та ін.) [Архівовано 14 травня 2020 у Wayback Machine.]
- Римо-католицька церква в Україні в кінці XVIII — ХІХ столітті. — Миколаїв: Іліон, 2015. — 360 с. [Архівовано 29 березня 2022 у Wayback Machine.]
- Голод 1921—1922 рр. на території Баштанського району Миколаївської області // Збірник наукових статей ЧНУ, Спеціальність «Історія» — Історична Панорама. — Чернівці: «Рута», 2008. — С.67-76. [Архівовано 6 травня 2017 у Wayback Machine.]
- Заклади освіти на території Миколаївської області в період голоду 1946—1947 років // Наук. праці: Наук.-метод. журн. — Т.100. — Вип. 87. — Історичні науки. — Миколаїв: Вид-во МДГУ ім. П. Могили, 2009. — С. 88 — 93. [Архівовано 5 березня 2022 у Wayback Machine.]
- Україно-польські відносини в контексті міжцерковного діалогу // Polska — Ukraina. Dziedzictwo i współczesność. Польща — Україна. Спадщина і сучасність / Pod redakcją Romana Drozda i Tadeusza Sucharskiego. — Słupsk: Wydawnictwo Naukowe Akademii Pomorskiej w Słupsku, 2012. — S. 323—327.
- Товариство Ісуса в Україні в кінці XVIII — ХІХ ст.: організація та діяльність // Наукові записки. Серія «Історичне релігієзнавство». — Острог: Вид-во Національного університету «Острозька академія», 2012. — Вип. 7. — С. 13–21.
- Історія заснування і будівництва Миколаївського костьолу святого Йосифа // Гілея: науковий вісник: збірник наукових праць / гол. ред. В. М. Вашкевич. — К. : ВІР УАН, 2013. — Вип. 72 (№ 5). — С. 50–55. [Архівовано 4 березня 2022 у Wayback Machine.]
- Історія виникнення та розбудови римо-католицьких церков у місті Одеса (ХІХ століття) // Науковий вісник Миколаївського національного університету імені В. О. Сухомлинського: збірник наукових праць: Історичні науки. — Миколаїв: МНУ, 2013. — Вип. 3.35. — С. 88–92. [Архівовано 5 березня 2022 у Wayback Machine.]
- Римо-католицька церква в Криму (ХІХ століття) // Наукові записки. Серія «Історичне релігієзнавство». — Острог: Вид-во Національного університету «Острозька академія», 2013. — Вип. 8. — С. 11–18. [Архівовано 8 березня 2022 у Wayback Machine.]
- Римо-католицька церква Херсона в ХІХ столітті // Наукові праці історичного факультету Запорізького національного університету. — Запоріжжя: ЗНУ, 2013. — Вип. XXXVII. — С. 81–85. [Архівовано 6 березня 2022 у Wayback Machine.]
- Історія становлення і розвитку Римо-католицької церкви в ХІХ столітті на території Одещини // Наукові записки. Серія «Історичне релігієзнавство». — Острог: Вид-во Національного університету «Острозька академія», 2014. — Вип. 9. — С. 24–32. [Архівовано 24 квітня 2018 у Wayback Machine.]
- Розвиток мережі парафій Римо-католицької церкви в Херсонській губернії в ХІХ ст. // Науковий вісник Східноєвропейського національного університету імені Лесі Українки. Серія «Історичні науки». — Луцьк: Вид-во Східноєвропейського національного університету ім. Лесі Українки, 2014. — Вип. 7 (284). — С. 34–39. [Архівовано 26 червня 2019 у Wayback Machine.]
- Благодійна діяльність Римо-католицької церкви та громади в кінці XVIII—XIX століттях // Наукові записки. Серія «Історичне релігієзнавство». — Острог: Вид-во Національного університету «Острозька академія», 2015. — Вип. 12. — С. 25–37. [Архівовано 28 квітня 2018 у Wayback Machine.]